# Українська асоціація міжнародного права
«Українська асоціація міжнародного права» (ВГО УАМП) (англ.: Ukrainian Association of International Law) — це всеукраїнська громадська організація науково-практичного характеру, яка об'єднує фахівців з теорії і практики міжнародного права, дипломатів, науковців, працівників міністерств та відомств, практикуючих адвокатів, правозахисників тощо, чия діяльність пов'язана із міжнародним правом https://www.uail.com.ua/domashnya/ [Архівовано 19 січня 2021 у Wayback Machine.].  
В структурі ВГО УАМП діють регіональні відділення — Північний, Східний, Південний, Кримський та Західний центри.

## Історія
УАМП була заснована у 1993 році, коли у Києві відбулися її організаціні збори. На них Президентом Асоціації було обрано професора Володимира Григоровича Буткевича, а його заступником — доцента Олександра Вікторовича Задорожнього. Було обрано виконком асоціації з вчених міст Києва, Львова і Харкова і затверджено Статут Асоціації.  
26 листопада 1999 року у Києві пройшла Установча конференція УАМП, засновниками якої стали: Міністерство закордонних справ України, Академія правових наук України, Інститут держави і права ім. В. М. Корецького НАН України, Інститут міжнародних відносин Київського національного університету ім. Тараса Шевченка, Дипломатична академія при МЗС України, Українська академія зовнішньої торгівлі.
Президентом УАМП був обраний народний депутат України, засновник юридичної фірми «Проксен» Задорожній Олександр Вікторович (1960—2017). Президентом УАМП О. В. Задорожнім була заснована традиція проведення регулярних міжнародно-правових читань.
У грудні 2017 року відбулася Конференція ВГО УАМП. Було затверджено нову редакцію Статуту ВГО УАМП. Президентом ВГО УАМП було обрано відомого українського юриста-міжнародника, доктора юридичних наук, професора, суддю Європейського суду з прав людини (у відставці) Володимира Григоровича Буткевича. Першим віце-президентом став український юрист-міжнародник, голова Європейського комітету проти тортур, доцент кафедри міжнародного права Інституту міжнародних відносин Микола Миколайович Гнатовський. Віце-президентами — професор кафедри міжнародного права ІМВ, відомий спеціаліст з історії міжнародного права, доктор юридичних наук Ольга Володимирівна Буткевич та відомий юрист-практик, професор кафедри міжнародного приватного права ІМВ, доктор юридичних наук Василь Іванович Кисіль (1948—2019). Учасники Конференції також обрали склад Правління та Піклувальної Ради ВГО УАМП, затвердили Ревізійну комісію і кандидатури очільників регіональних центрів Асоціації.
На даний час УАМП перетворилася на впливову організацію та осередок розвитку науки міжнародного права. УАМП стала співзасновником Українського часопису міжнародного права, організатором чисельних наукових заходів, ініціатором багатьох проектів.

## Нагороди
- Медаль «25 років Українській асоціації міжнародного права».
- Медаль УАМП імені О. В. Задорожнього.

## Друковані видання ВГО УАМП
- «Український часопис міжнародного права» (щоквартальне видання)
- «Український щорічник міжнародного права» / Ukrainian Yearbook of International Law